# Porthesaroa maculata
Porthesaroa maculata är en fjärilsart som beskrevs av Collenette 1938. Porthesaroa maculata ingår i släktet Porthesaroa och familjen tofsspinnare. Inga underarter finns listade i Catalogue of Life.